# رقم دليل القمر الاصطناعي
رقم دليل القمر الاصطناعي (بالإنجليزية: Satellite Catalog Number)‏ هو رقم تسلسلي من خمسة حروف يتم تعينه من قبل القيادة الفضائية للولايات المتحدة (بالإنجليزية: United States Space Command)‏ لكل الأقمار الاصطناعية التي تدور حول الأرض من أجل التعرف عليها وتميزها. قبل تأسيس القيادة الفضائية للولايات المتحدة، بقي الدليل بحوزة قيادة دفاع الفضاء الجوي الأمريكية الشمالية. أول كائن تم تصنيفه في الدليل، هو رقم الدليل 00001، وهو المرحلة الأخيرة من الصاروخ الذي أطلق سبوتنك-1. اعتباراً من 21 سبتمبر 2014، كان الدليل الرئيسي للمركز الوطني لبيانات علوم الفضاء (بالإنجليزية: National Space Science Data Center Master Catalog)‏ قد أحصى أكثر من 40,000 كائن متعقب بما في ذلك 7,196 قمر اصطناعي تم إطلاقه في المدار في المدار منذ عام 1957.

## وصلات خارجية
- Space-Track.org
- CelesTrak Satellite Catalog (a copy of Space-Track.org catalog)